# Pistolet laser (arme)
Le pistolet laser était un prototype d'arme soviétique pour les cosmonautes, conçu en 1984 pour une utilisation dans un environnement à gravité faible ou nulle qui rend impossible l'utilisation d'armes à feu.
L'arme utilisait un flash puissant, alimenté par un chargeur,. Elle devait permettre de neutraliser les senseur optique d'un véhicule spatial ennemi, ou d'aveugler brièvement un astronaute ennemi dans le cadre d'un engagement à l’intérieur ou à l’extérieur d'un véhicule spatial. Un autre type de pistolet était un revolver laser à six coups.

## Histoire et design
Avec le développement de la navette spatiale, les Soviétiques ont commencé à s'inquiéter du fait que les États-Unis seraient en mesure d'arracher des satellites en orbite et de les ramener sur Terre. Cette peur a incité le développement du pistolet laser.
Les armes ont été conçues pour désactiver les capteurs optiques sur les engins spatiaux ennemis ou pour aveugler les astronautes ennemis lorsqu'ils sont engagés dans un combat orbital à bord ou hors d'un vaisseau spatial. Le dernier scénario a été considéré comme invraisemblable, cependant, et l'arme n'avait aucune force mortelle. Sa production d'énergie était cependant suffisante pour infliger des dommages aux appareils optiques et causer des blessures aux yeux.
En raison de l'environnement de son utilisation prévue, l'arme devait être conçue différemment des autres armes à feu conventionnelles :
Pour répondre à toutes les exigences, les ingénieurs soviétiques ont conçu une lampe remplie d'oxygène et contenant une feuille métallique ou de la poudre. Au lieu du magnésium, qui était traditionnellement utilisé dans les lumières stroboscopiques, le laser serait «alimenté» par le zirconium, qui produisait trois fois plus d'énergie lumineuse. Certains additifs de sel métallique ont été utilisés pour faire correspondre la longueur d'onde du flash avec la portée du système laser. Un cristal de grenat yttrium aluminium a d'abord servi de «milieu» où le faisceau laser infrarouge serait généré après chaque flash.
Comme la Perestroïka commençait et encourageait la nouvelle doctrine de désarmement, le projet a pris fin.

### Pages connexes
- Le pistolet pour cosmonaute TP-82.